# SSVロイトリンゲン
SSVロイトリンゲン（SSV Reutlingen）は、ドイツのロイトリンゲンを本拠地とするサッカークラブ。

## 歴史
1905年、アルミニア・ロイトリンゲン（FC Arminia Reutlingen）として創設されたクラブが、現クラブの起源となっている。1910年にSVロイトリンゲン（SV Reutlingen）と改称し、1938年にロイトリンゲンにあった水泳クラブと合併したことで、現クラブの名称（SSV Reutlingen）になった。（「S」が一つ加わったのは、水泳（Schwimmen）の「S」を加えたもの。）第二次世界大戦後、ブンデスリーガが発足する（プロ化する）までは有力クラブの一つであった。しかし、ブンデスリーガ発足後はもっぱら3部リーグ以下に属することになった。1975年にはブンデスリーガ2部への昇格を果たしたが、そのシーズンを最下位で終えたため、翌年から3部に戻っている。2000年、25年ぶりの2部リーグ昇格を果たし、その年のシーズンは7位という好成績であった。しかし、その後年々順位を下げていき、2003年には深刻な財政難から3部リーグ（レギオナルリーガ）を通り越して4部リーグへの降格処分（3部在籍資格の喪失）を受けることになった。翌シーズンには3部リーグへの復帰を果たし、再度の2部昇格を狙っている。

## タイトル

### 国内タイトル
なし

### 国際タイトル
なし

## 歴代監督
- ラルフ・ラングニック 1995-1996